# Elatostema phanerophlebium
Elatostema phanerophlebium är en nässelväxtart som beskrevs av Wen Tsai Wang och Y.G.Wei. Elatostema phanerophlebium ingår i släktet Elatostema och familjen nässelväxter. Inga underarter finns listade i Catalogue of Life.